# ツール・ド・フランス1960
ツール・ド・フランス1960は、ツール・ド・フランスとしては47回目の大会。1960年6月26日から7月17日まで、全21ステージで行われた。

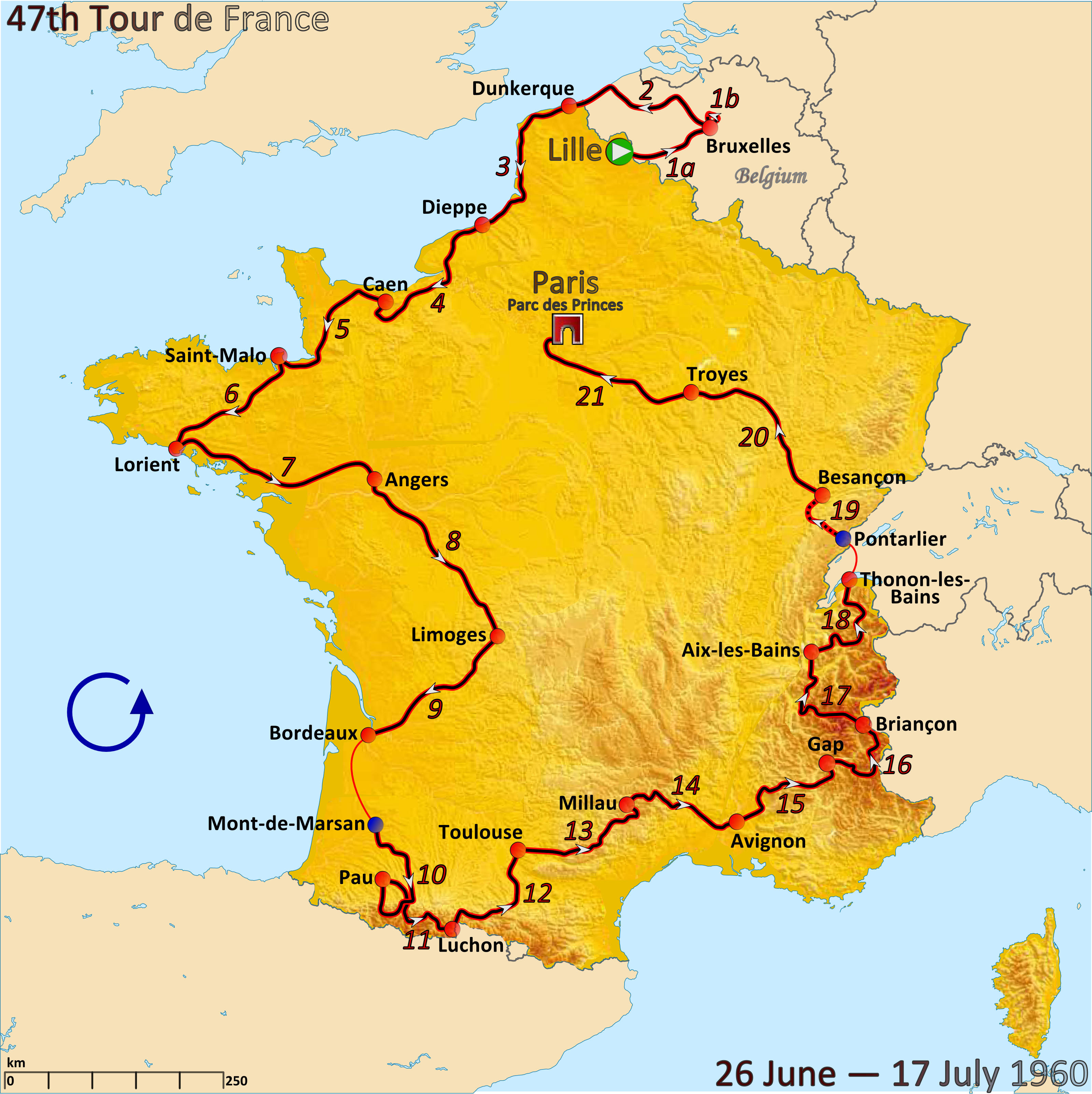
コース全体図

## レース概要
第14ステージ、総合首位のイタリアのガストネ・ネンチーニに対して1分38秒差の2位につけていた、フランスナショナルチームのロジェ・リビエールが中央高地のエグア山を下る途中に崖から10m以上も転落。一命こそ取り留めたものの、これが致命傷となってリビエールは選手生命を絶たれた。
その後、ベルギーのジャン・アドリアンセンが追撃したが、アルプス越えステージでネンチーニはアドリアンセンを引き離した。そして、ネンチーニはそのまま押し切って、初の総合優勝を果たした。

## 総合成績
| 順位 | 選手名                             | 国籍     | 時間            |
| ---- | ---------------------------------- | -------- | --------------- |
| 1    | ガストネ・ネンチーニ               | イタリア | 112時間08分42秒 |
| 2    | グラツィアーノ・バッティスティーニ | イタリア | +5分02秒        |
| 3    | ジャン・アドリアンセン             | ベルギー | +10分24秒       |
| 4    | ハンス・ユンケルマン               | 西ドイツ | +11分21秒       |
| 5    | ジョセフ・プランカールト           | ベルギー | +13分02秒       |
| 6    | レイモン・マストロット             | フランス | +16分12秒       |
| 7    | アルナルド・パンビアンコ           | イタリア | +17分58秒       |
| 8    | アンリ・アングラード               | フランス | +19分17秒       |
| 9    | マルセル・ロールバッシュ           | フランス | +20分02秒       |
| 10   | イメリオ・マッシニャン             | イタリア | +23分28秒       |

### マイヨ・ジョーヌ保持者
| 選手名                   | 国籍     | 首位区間              |
| ------------------------ | -------- | --------------------- |
| ジュリアン・シェッペンス | ベルギー | 第1(a)                |
| ガストネ・ネンチーニ     | イタリア | 第1(b)-第2、第10-最終 |
| ジョセフ・グルサール     | フランス | 第3                   |
| アンリ・アングラード     | フランス | 第4-第5               |
| ジャン・アドリアンセン   | ベルギー | 第6-第9               |

### 各部門賞結果
| 第47回 ツール・ド・フランス 1960 |                                               |
| 全行程                           | 21区間、4171.8km                              |
| 総合優勝                         | ガストネ・ネンチーニ 112時間08分42秒          |
| 2位                              | グラツィアーノ・バッティスティーニ +5分02秒   |
| 3位                              | ジャン・アドリアンセン +10分24秒              |
| 4位                              | ハンス・ユンケルマン +11分21秒                |
| 5位                              | ジョセフ・プランカールト +13分02秒            |
| ポイント賞                       | ジャン・グラッヂ 74ポイント                   |
| 2位                              | グラツィアーノ・バッティスティーニ 40ポイント |
| 3位                              | フェデリコ・バーモンテス 35ポイント           |
| 山岳賞                           | イメリオ・マッシニャン 56ポイント             |
| 2位                              | マルセル・ロールバッシュ 52ポイント           |
| 3位                              | グラツィアーノ・バッティスティーニ 44ポイント |